# Транспорт в Республике Карелия
Транспорт в Республике Карелия представлен междугородными и внутригородскими транспортными системами. Внутригородские перевозки осуществляются автобусом (в Петрозаводске и районных центрах Карелии), а также троллейбусом в Петрозаводске. Междугородные перевозки осуществляются автомобильным, железнодорожным, воздушным и водным транспортом, международные — автобусным и воздушным (с Финляндией).
С июня 2013 года сферой транспорта занимается вновь созданный Государственный комитет Республики Карелия по транспорту. Ранее эти функции были в ведении Министерства экономического развития Республики Карелия.
Водный, гужевой, автомобильный, железнодорожный транспорт на территории, занимаемой современной Республикой Карелия, появился ещё до её образования — на территории Петрозаводского, Олонецкого, Пудожского и Повенецкого уездов Олонецкой и Кемского уезда Архангельской губернии. Воздушный транспорт — на территории Карельской АССР, правопреемником которой является республика.

## Дорожная сеть и автотранспорт
До 1920-х гг. XX века на территории современной Карелии (части территорий Олонецкой и Архангельской губерний) была неразвитая сеть гужевых дорог, наиболее значимой из которых был тракт Петрозаводск-Санкт-Петербург.
Первый автомобиль производства De Dion-Bouton на территории Карелии появился в 1910 году — он принадлежал повенецкому купцу Захарову, который ездил на нём из Повенца до местечка Ладожский Скит в Повенецком районе.
8 июля 1911 г. Петрозаводск и Кивач посетил на автомобиле член столичного автомобильного общества полковник Муяки.

К 1915 г. во владении жителей Петрозаводска был уже 1 автомобиль и несколько мотоциклов.
С образованием Карельской трудовой коммуны был образован Дорожно-транспортный отдел исполкома КТК. С 1926—1929 гг. начинается строительство шоссейных дорог — построена трасса Ухта — Кемь. К 1935 г. в Карелии насчитывалось 572 автомашины.. В 1930—1950-е гг. в отдаленных районах использовался также аэросанный транспорт.
К 1940 году протяженность автомобильных дорог с твердым покрытием в Карелии составила 448 км. В послевоенное время строительство дорог республиканского значения было продолжено. В Республике Карелия находится головной участок федеральной автомобильной дороги «Кола», протяженность по Карелии 969 километров.
Дороги Карелии являются частью общероссийских автомобильных коридоров:
№ 2 Мурманск—Петрозаводск—Санкт-Петербург—Новгород—Тверь—Москва—Тула—Воронеж—Ростов-на-Дону—Краснодар—Новороссийск—Сочи,
№ 9 Санкт-Петербург—Каргополь—Котлас—Сыктывкар—Кудымкар—Пермь с подъездами Пудож—Медвежьегорск.
Общая протяженность автомобильных дорог республики составляет 12463,2 км, в том числе: дороги общего пользования — 7869,2 км, ведомственные — 4594 км. Из общей протяженности автомобильных дорог — дороги с твердым покрытием составляют 9347,8 км. Министерством строительства Республики Карелия разработана региональная целевая программа «Развитие дорожного хозяйства Республики Карелия на период до 2015 года».
На территории Карелии действует международный туристический маршрут «Голубая дорога» — Мо-и-Рана (Норвегия), через Швецию, Финляндию, Сортавалу, Питкяранту Олонец, Пряжу, Петрозаводск, Медвежьегорск, Пудож в Архангельскую область.

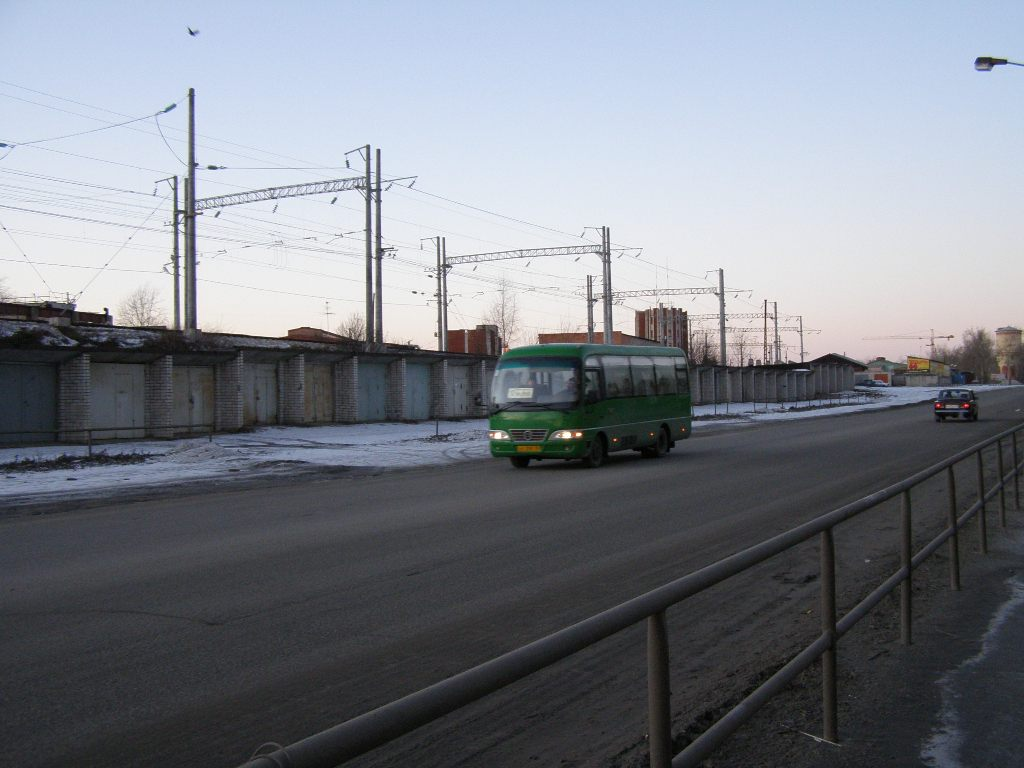
Пригородный автобус Петрозаводск — Чална.

По состоянию на 2008 г. во владении жителей Карелии было около 251 тыс. транспортных средств.

## Гужевой транспорт
Был развит в XVIII—XIX вв., представлен частными перевозчиками. Основная движущая сила — лошади (на севере республики до 1950-х гг. также использовались северные олени). Существовала сеть ямских станций, крупнейший находились на Петербургском тракте.

В XIX веке действовала сеть станций земской почты. В Петрозаводске также работали легковые и ломовые извозчики.
В Карельской трудовой коммуне, АКССР гужевой транспорт был развит в 1920—1930-х гг., в дальнейшем в связи с развитием автомобилизации потерял прошлое значение.

## Автобус

### История
Автомобильный общественный транспорт в Карелии возник в 1915 году, когда в городе Петрозаводске Олонецкой губернии открылось автобусное сообщение. В 1918 году, 1920-х автобусы и автомобили частных и государственных перевозчиков обслуживали направление Гостиный двор — железнодорожная станция Петрозаводск, в конце 1920—1930-х было открыто и несколько других автобусных маршрутов в городе.
В середине 1920-х годов существовали пригородные маршруты автомобилей на 8-10 мест на Кивач, которые перевозили, в основном, экскурсантов, в конце 1920-х. Карельским управлением местного транспорта было открыто несколько пригородных маршрутов от Петрозаводска до Сулажгоры, Святозера, Спасской Губы, Деревянного, Ропручья. В 1927 году было открыто движение между Лодейным полем и Олонцом, 1928 — между Повенцом и Медвежьей Горой, в 1929 — между Ухтой и Кемью. В 1930 году был организован трест «Карелавто», осуществлявший пригородные и междугородные перевозки на территории Карелии. К 1933 году в Карелии было уже более 40 автолиний, связывающих различные населенные пункты. Во многих районных центрах открыты автобазы. В 1935 году появилось автобусное движение и в Пудожском районе. До 1930-х гг. в основном подвижной состав был представлен заграничной техникой, в основном малой вместимости, после — отечественными машинами средней и большой вместимости.
В 1940 году было образовано министерство автотранспорта Карело-Финской ССР. Было открыто регулярное автобусное движение по маршруту Петрозаводск — Суоярви — Ляскеля — Сортавала. Во время Великой Отечественной войны автобусное движение на оккупированной территории прерывалось, в послевоенное время было восстановлено. В большинстве районных центров были открыты автовокзалы и автостанции, развивалось внутригородское и внутрипоселковое движение.
В ноябре 1952 года городской автобус впервые пошел по улицам Кондопоги.

### Современное состояние

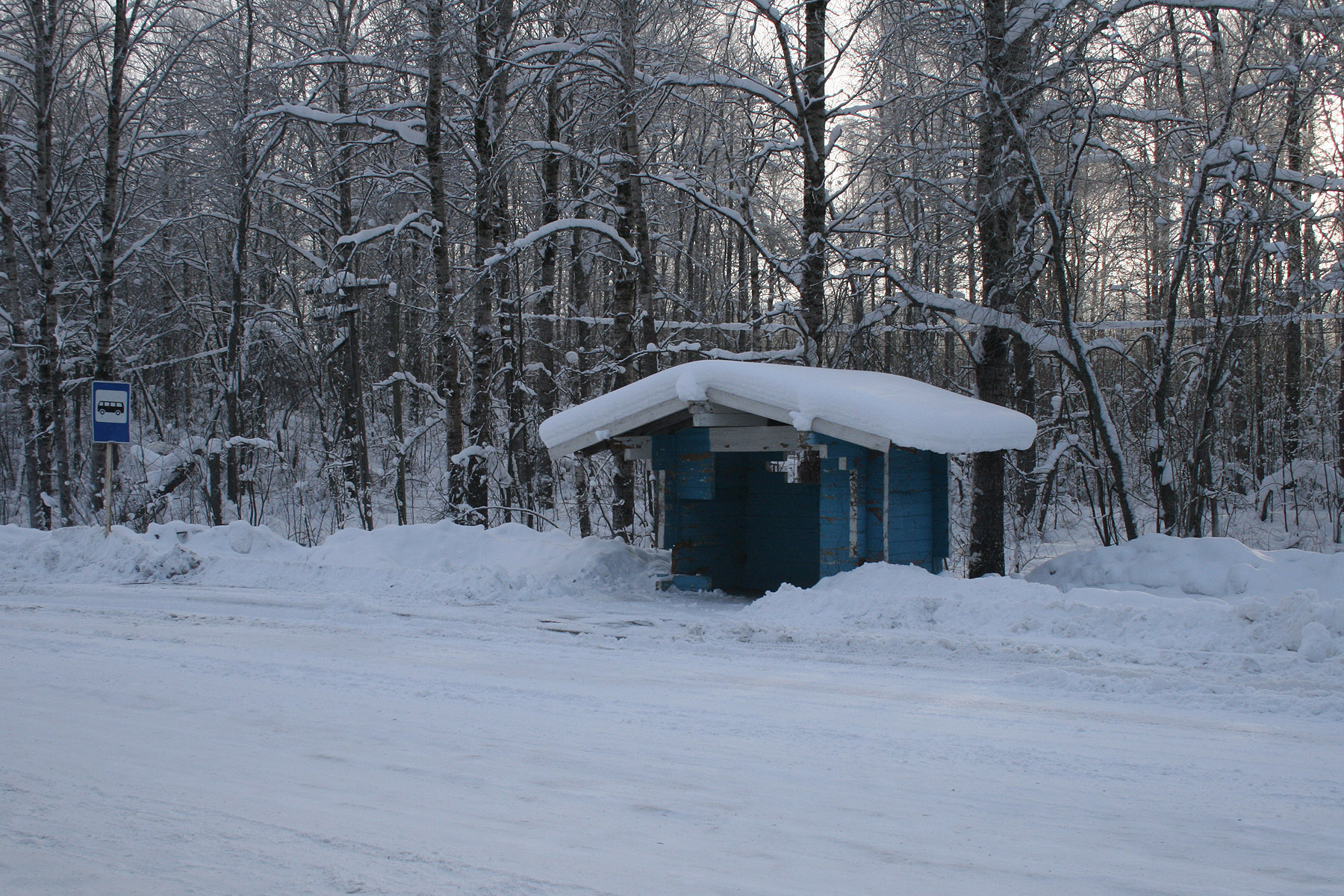
Автобусная остановка в Петровском сельском поселении.

Автобусное сообщение в Карелии активно развивается. Столица республики связана линиями с большинством районных центров (кроме Лоухского и Муезерского), в районах республики действуют пригородные и междугородные автолинии. Республика Карелия связана автобусным движением с городами Ленинградской и Вологодской областей, Санкт-Петербургом, а также Финляндией.
В 2010 году право на осуществление пассажирских перевозок получили 35 компаний и индивидуальных предпринимателей. Минэкономразвития Республики Карелия совместно с органами местного самоуправления, транспортными компаниями и предпринимателями планомерно занимается обновлением автобусного парка республики.

## Электротранспорт
Троллейбус действует в г. Петрозаводске с 1961 года. В настоящее время существует 7 маршрутов троллейбуса.

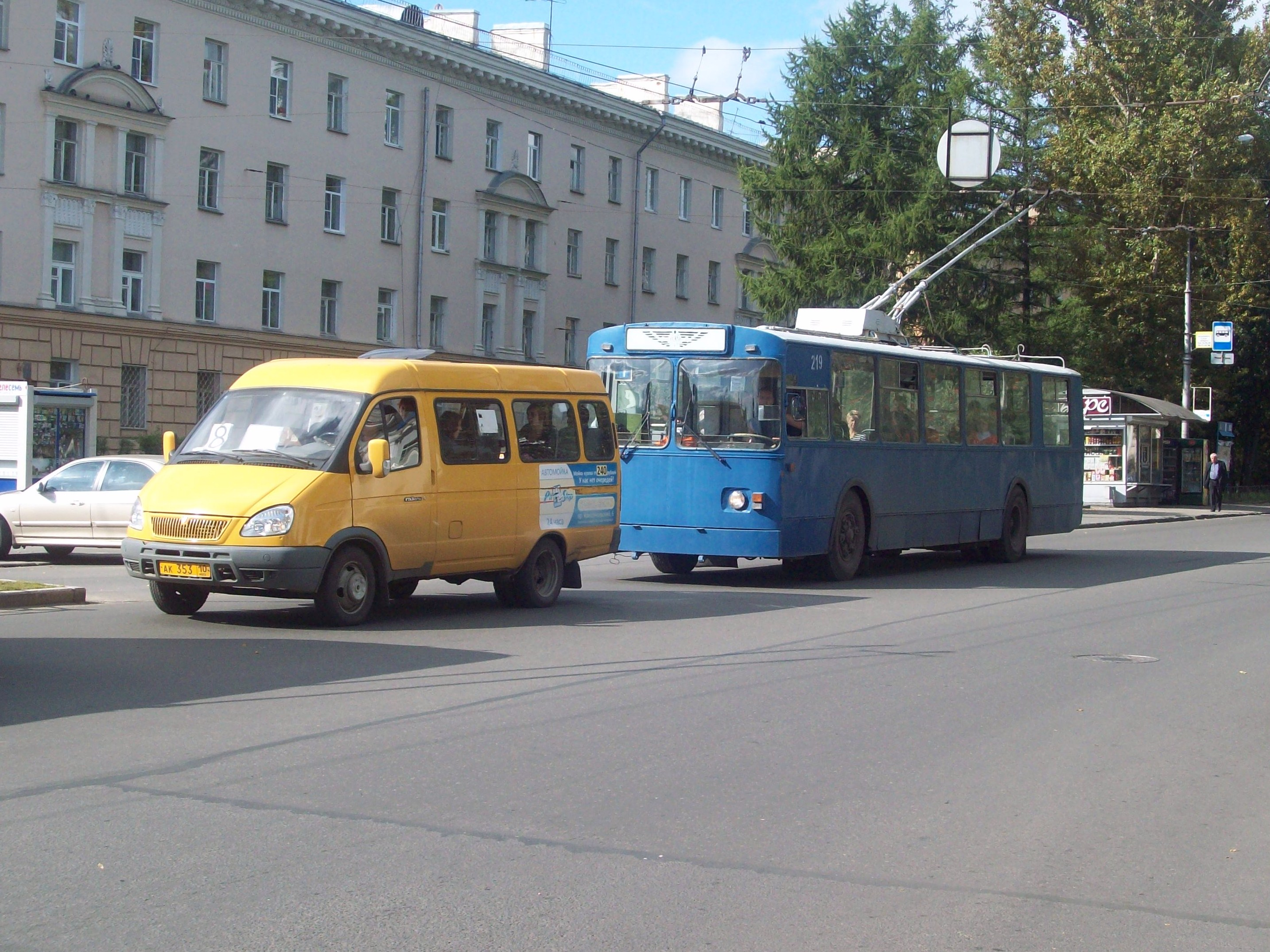
Городской общественный транспорт на улице Куйбышева

В Карело-Финской ССР был представлен также выборгским трамваем — в 1940—1941 гг.
Существовали проекты создания электротранспорта в других городах Карелии — Медвежьей Горе, Костомукше, Кондопоге.

## Такси
Служба легкового и грузового такси существует в Петрозаводске и районных центрах Карелии. Появилась в 1930—1950-х гг. как услуга, предоставляемая государственными автопредприятиями. В 1950-х гг. существовали пригородные маршрутные такси, курсировашие из Петрозаводска до населенных пунктов Прионежского района.
Первое городское маршрутное такси в виде легковых машин «Волга» в г. Петрозаводске появилось в 1968 г.
В дальнейшем в 1970—1980-х гг. Петрозаводское автотранспортное предприятие и автоколонны райцентров осуществляли движение маршрутных такси в городах Петрозаводск, Кондопога, Костомукша, Сегежа, Медвежьегорск.
В настоящее время термин «маршрутное такси» в Карелии официально не употребляется, применяется термин «автобус» независимо от вместимости.

## Железнодорожный транспорт
Железнодорожный транспорт в Республике Карелия представлен железнодорожной магистралью Санкт-Петербург — Мурманск (северный ход Октябрьской железной дороги), а также другими железными дорогами — участками Октябрьской и Северной железных дорог РАО «Российские железные дороги».
Компания является одним из наиболее крупных перевозчиков грузов и пассажиров на территории Карелии. В январе-июне 2009 г. Петрозаводским отделением Октябрьской железной дороги перевезено 7 млн 648 тыс. тонн грузов.

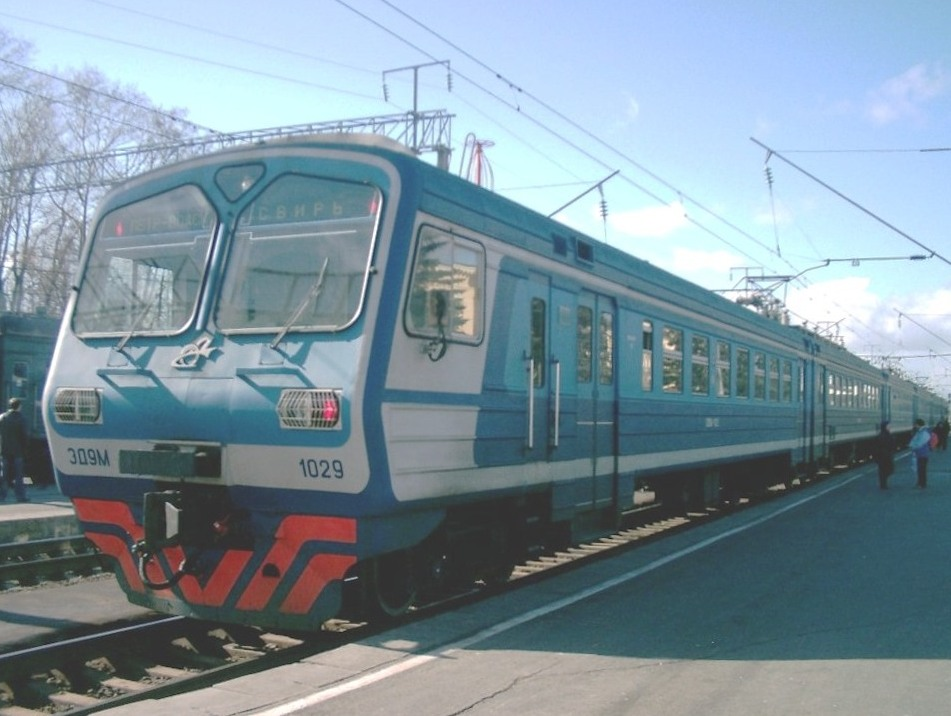
Электропоезд ЭД9М-1029 на станции Петрозаводск

Первая железная дорога — «чугунный колесопровод» появилась в Петрозаводске в 1788 г. Это был небольшой участок промышленной железной дороги, связывавший два цеха Александровского литейного завода. С 1906 г. в Петрозаводске действовал участок городской грузовой конки от Александровского завода до пристани. Существовали также рельсовые пути промышленных железных дорог Белогорских разработок мрамора от Гижозера до озера Сандал и от озера Сандал до Онежского озера в Кондопоге, Туломозерского чугуноплавильного завода, разработок диабаза в Ропручье и др.
В 1893—1894 гг. была построена железная дорога Антреа-Сортавала-Вяртсиля-Йоэнсуу.
В 1914 г. было начато и в 1915 г. было закончено строительство Мурманской железной дороги, связавшей Петроград с Мурманском и прошедшей по территории современной Карелии.

Первый поезд от станции Званка (ныне Волховстрой) до Петрозаводска прошёл в январе 1916 г. с этого времени на линии осуществляется грузовое и пассажирское движение.

В 1916 году появилась и узкоколейная дорога длиной 30 верст от озера Шотозера до Туломозера. Она обслуживалась 2 паровозами и служила для нужд лесопильного завода фирмы Дизен, Вудд и Ко, находившегося в устье реки Туломы около Салми. Древесина для него сплавлялась по реке Шуя, и перегружалась с помощью данной железной дороги.
В 1920—1930-х гг. Петрозаводск был связан железнодорожным сообщением с Ленинградом, Мурманском, Москвой. Курсировали поезда местного сообщения Петрозаводск-Масельгская, Кемь-Кемь-пристань, Масельгская-Великая Губа, Петрозаводск-Деревянка, Кемь-Волховстрой I, Петрозаводск-Кивач.
В 1935 г. Мурманская железная дорога переименована в Кировскую железную дорогу
В 1940 г. были введены в эксплуатацию участки дороги Петрозаводск-Суоярви, Кочкома-Ругозеро. Во время Великой Отечественной войны сообщение с южными участками Кировской железной дороги прерывалось. Часть дороги, находящейся в зоне финской оккупации, обслуживалась финнами — действовали поезда Петрозаводск-Медвежья Гора, Петрозаводск-Суоярви, Петрозаводск-Свирь. В сентябре 1941 г. была введена в строй железнодорожная линия Сорока-Обозерская. 14 июля 1944 г. было восстановлено прерванное Великой Отечественной войной железнодорожное сообщение с Петрозаводском — на станцию с севера пришёл первый поезд. 16 июля 1944 г. было восстановлено сквозное движение по главному ходу магистрали.
После войны были построены участки Олонец-Мегрега, Суоярви-Юшкозеро, Брусничная-Лендеры, Лоухи-Софпорог, Ледмозеро-Кивиярви, к 1974 г.второй путь до Петрозаводска.
Осуществлялось пассажирское движение поездов дальнего следования Москва — Вологда — Мурманск, Ленинград — Мурманск, Москва-Мурманск, Мурманск-Петрозаводск, Петрозаводск — Сортавала — Ленинград, пригородных и местных поездов Кемь — Волховстрой I, Янисъярви — Олонец, Маткаселькя — Элисенваара Окт., Лижма — Токари.

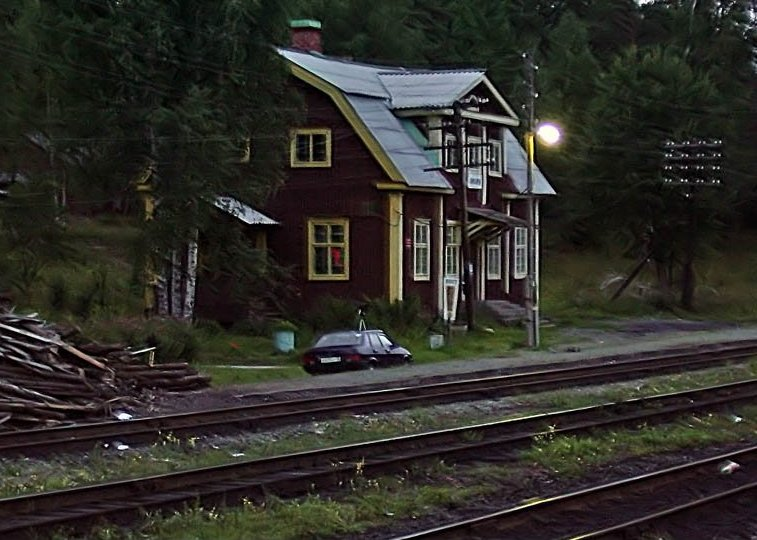
Станция Янисъярви

В 1959 г. впервые на железных дорогах Карелии была задействована тепловозная тяга.
13 июля 1959 г. Кировская железная дорога вошла в состав Октябрьской железной дороги.
В 1969 г. впервые появился поезд сообщением Петрозаводск-Москва.
15 декабря 2001 года было открыто движение по новой линии Ледмозеро-Кочкома.
В 2005 г. была полностью завершена электрификация участка Идель-Свирь на переменном токе.
В настоящее время по территории Карелии проходят поезда дальнего следования Мурманск-Москва, Мурманск-Санкт-Петербург, Мурманск-Вологда, Мурманск-Архангельск, Мурманск-Великие-Луки, Мурманск-Минск, Петрозаводск-Москва, Петрозаводск-Москва, Сортавала-Санкт-Петербург, Петрозаводск-Костомукша, Санкт-Петербург-Костомукша, в летнее время Мурманск-Новороссийск, Мурманск-Адлер.
Пригородные перевозки осуществляются электропоездами Петрозаводск-Свирь, Петрозаводск-Медвежья Гора, Медвежья Гора-Кемь (в летний период), Кемь-Беломорск-Маленга, Кемь-Лоухи, Лоухи-Кандалакша, поездами на тепловозной тяге и дизель-поездами Сортавала-Кузнечное, Элисенваара-Выборг, Хийтола-Выборг, Малошуйка-Маленга, Лендеры — Суккозеро и Юшкозеро — Ледмозеро.
Эксплуатационная длина железнодорожных путей общего пользования на 2006 г. составляет 2226 км..
Также в XX веке на территории Карелии действовали узкоколейные железные дороги, операторами которых были предприятия лесной и горнодобывающей промышленности, по состоянию на 2010 г. все узкоколейки ликвидированы.
На территории Карелии есть незначительное число ведомственных железных дорог — главным образом, подъездных путей к промышленным предприятиям, некоторые из них имеют подвижной состав — маневровые тепловозы, Управление железнодорожного транспорта ОАО «Карельский окатыш» использует в качестве подвижного состава тяговые агрегаты типа НП-1

## Водный транспорт
Один из самых древних видов транспорта на территории края. До XIX в. для передвижения по водным путям на реках и озёрах использовались соймы, лодки-«кижанки», «пряжинки», «толвуянки», на Белом море — рыбацкие карбасы, ёлы, кочи, ладьи.
Более крупные парусные суда использовались для перевозки сырья и продукции железоделательных и литейных заводов в Санкт-Петербург.
Большое влияние на развитие водного транспорта региона оказало открытие Мариинской водной системы в 1810 г.
В 1860 г. в Петрозаводск из Санкт-Петербурга впервые приходит пароход Товарищества Петербуржско-Волжского пароходства «Новая Ладога», перевозивший в дальнейшем грузы для Александровского завода и пассажиров. Впоследствии это направление использовалось как для грузоперевозок, так и для перевозки пассажиров. В 1870 г. на этой линии начинают ходить и пароходы товарищества Петербургско-Петрозаводского пароходства.
В 1870-е гг. на Белом море Товариществом Беломорско-Мурманского срочного пароходства и Товариществом Архангельско-Мурманского срочного пароходства было организовано движение пароходов на линиях их Архангельска в Соловецкий монастырь, Онегу, Суму, Сороку, Кемь, Кереть, Ковду и Кандалакшу. В 1880—1890-х гг. также действуют линии пароходов Соловецкого монастыря из Архангельска на Соловки через Сумский посад.
В 1980—1910-х гг. на Онежском озере действуют грузопассажирские линии Петрозаводск-Санкт-Петербург, Петрозаводск-Вытегра, Петрозаводск-Вознесенье — Пудож-Подпорожьем — Повенец, Петрозаводск-Кондопога-Уница Онежского, Петербургско-Петрозаводского, Петербургско-Волжского, Вознесенского пароходных обществ, а также пароходства купца Чертова. На ладожском озере действуют линии на Валаам и Сортавала.
В 1915—1916 гг. в связи со строительством Мурманской железной дороги были построены грузовые порты Кемь и Сорока.

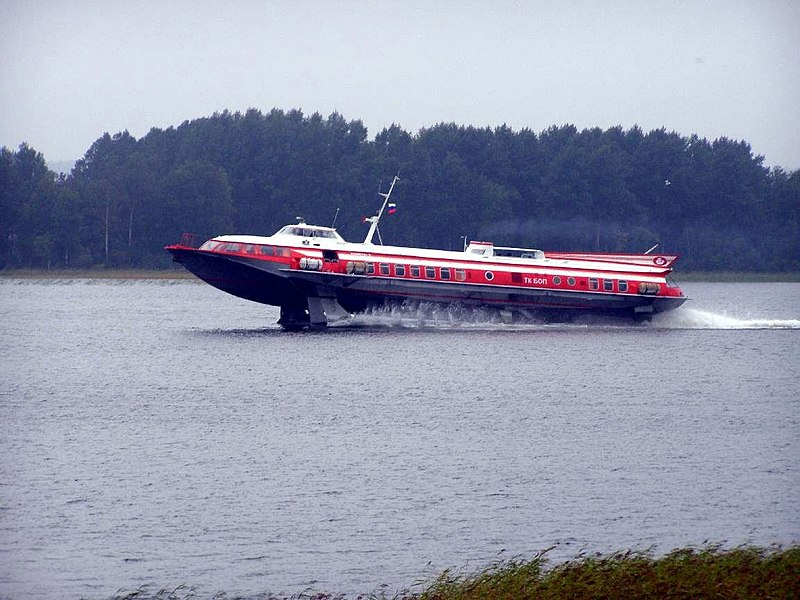
Судно на подводных крыльях «Комета-5» Беломорско-Онежского пароходства

В 1920—1930-х гг. на Онежском и Ладожском озёрах и озере Сандал работают пароходы и моторные лодки Северо-Западного управления речного транспорта (Северо-Западного пароходства), осуществляя связь Петрозаводска с Ленинградом, Повенцом, Медвежьей Горой, Соломенным, Шуей,Уей, Шалой, Пудож-Подпорожьем, Челмужами, Кондопогой, Кондопоги с Сопохой, Тивдией. В 1923 г. на озёрах Куйто начинает работать первый пароход, пассажирское и почтовое сообщение также осуществлялась моторным катером «Пуникки».
В 1920-е-1940-е гг. действуют линии Северо-Западного пароходства и Паданского райисполкома на Сегозере.
На Белом море действуют линии Совторгфлота из Архангельска на Кемь и Сороку, а также линии на моторных ботах Сорока-Нюхча, Сумпосад — Колежма, Сегежа-Сухое — Нюхча — Вирма — Суна — Юково — Колежма.
В 1933 г. на территории Карелии был построен Беломорско-Балтийский канал, вначале осуществлявший перевозки водным транспортом самостоятельно, а в 1939 г. передавшего их в ведение Северо-Западного речного пароходства Народного комиссариата водного транспорта СССР.
В 1940 г. было создано Беломорско-Онежское пароходство, осуществлявшее перевозки на Онежском озере, Белом море и внутренним водным путям на территории Карельской АССР. Пароходство работало до 2007 г., являясь одним из основных перевозчиков на территории Карелии — в том числе обладая флотом сухогрузных, пассажирских туристических, транзитных и скоростных судов.
В 1947—1952 гг. перевозки на малых реках и озёрах — Куйто, Топозеро, Сандал, Пяозеро, Водлозеро, Ведлозеро, Сямозеро осуществлялось флотом Управления по транспортному освоению рек и озёр Совета Министров Карелии, позднее в связи с ликвидацией управления эти функции были переданы министерству коммунального хозяйства Карельской АССР и Беломорско-Онежскому пароходству.
В послевоенное время на участке Ладожского озера, находящемся на территории Карелии, перевозки осуществлялось Северо-Западным речным пароходством. В 1950-м г. работала линия Сортавала-Ляскеля-Янислахти, в 1960—1990-х гг. линия возмещающих пассажирских судов Сортавала-Валаам, Сортавала-Приозерск, Приозерск-Валаам.
Также по водным путям Карелии осуществлялись и осуществляются перевозки грузов другими пароходствами, работают туристические линии на Кижи и Валаам.
В настоящее время функционируют скоростные линии судов на подводных крыльев «Метеор» из Петрозаводска на Кижи, Сенную губу и Великую Губу, из Сортавала на Валаам, «Комета» на Шалу, водоизмещающих судов из Беломорска и Кеми на Соловецкие острова.
В связи с большим количеством рек и других водных преград в Карелии в 1920—1970-х гг. действовало большое количество паромных переправ, обслуживаемых как местными властями, так и дорожными управлениями, пароходствами и Управлением Беломорско-Балтийского канала.
До 2010 г. действовала внутригородская водная линия Петрозаводск-Бараний Берег. Действует прогулочная линия по Петрозаводской губе Онежского озера. (в 1920—2000-х на судах Северо-Западного, позже — Беломорско-Онежского пароходств, в настоящее время осуществляется на пассажирском катамаране «Элиен Ольга»).
Наиболее крупными судоходными компаниями, осуществляющими свою деятельность на территории Республики Карелия являются судоходная компания «Орион», Петрозаводская судоходная компания.

Диспетчерское регулирование движения судов в Беломорско-Онежском бассейне (Онежское озеро и Беломорско-Балтийский канал) предоставляют Федеральное государственное учреждение"Беломорско-Онежское государственное бассейновое управление водных путей и судоходства" (находится в г. Медвежьегорске), Федеральное государственное учреждение «Волго-Балтийское государственное бассейновое управление водных путей и судоходства» (Ладожское озеро). Территориальным органом Федеральной службы по надзору в сфере транспорта является Северо-Западное управление государственного морского и речного надзора.
Крупными морскими портами являются Кемь Кемского лесозавода и Беломорск. Планируется строительство морского торгового порта Беломорск.

## Воздушный транспорт

### История
Первый самолёт над территории Карелии пролетел 16 февраля 1912 года — над селениями Муромля и Шёлтозеро, первые гидроаэропорты и аэропорты (на острове Попов на Белом море и в Подужемье, а также на Онежском озере) появились, по-видимому, во время Гражданской войны.
В середине 1920-х годов действовала зимняя линия Кемь-Соловки. В 1926 г. была открыта авиалиния Кемь — Ухта. Самолёт вылетал из Кеми по субботам, мог брать 2 пассажиров и 10 пудов груза.
Первые регулярные авиалинии из Петрозаводского гидропорта на Шуньгу и Пудож (Панозеро) и Ленинград были открыты в 1932 г. В Петрозаводском гидроаэропорту базировались гидросамолёты Ш-2 Всесоюзного объединения «Трансавиация» и Всесоюзного треста сельскохозяйственной и лесной авиации «Сельхозавиация», с 1934 г. переданные в ведение вновь созданного авиапредприятия Гражданского воздушного флота.
В дальнейшем развивались как местные воздушные линии, так и междугородные сообщения.
Петрозаводский объединенный авиаотряд, с 1990 года Петрозаводское авиапредприятие обслуживало местные воздушные линии на самолётах Ан-2, Як-12, Ан-28, вертолетах Ми-8, осуществляло авиахимработы, лесопатрулирование, работы по аэрофотосъемке, обслуживало аэропорты и посадочные площадки (в том числе ледовые и гидроаэропорты). Аэропорт «Петрозаводск-2» («Бесовец») принимал также междугородные рейсы других авиаотрядов компании «Аэрофлот».
В 1990—1991 годах процент авиаперевозок резко снизился, создавались новые авиакомпании (в том числе совместные «Карелия», «Air Karelia» и другие). Петрозаводское авиапредприятие было признано банкротом, аэропорты были переданы в ведение администраций местного самоуправления и «Авиалесоохране».

### Современность

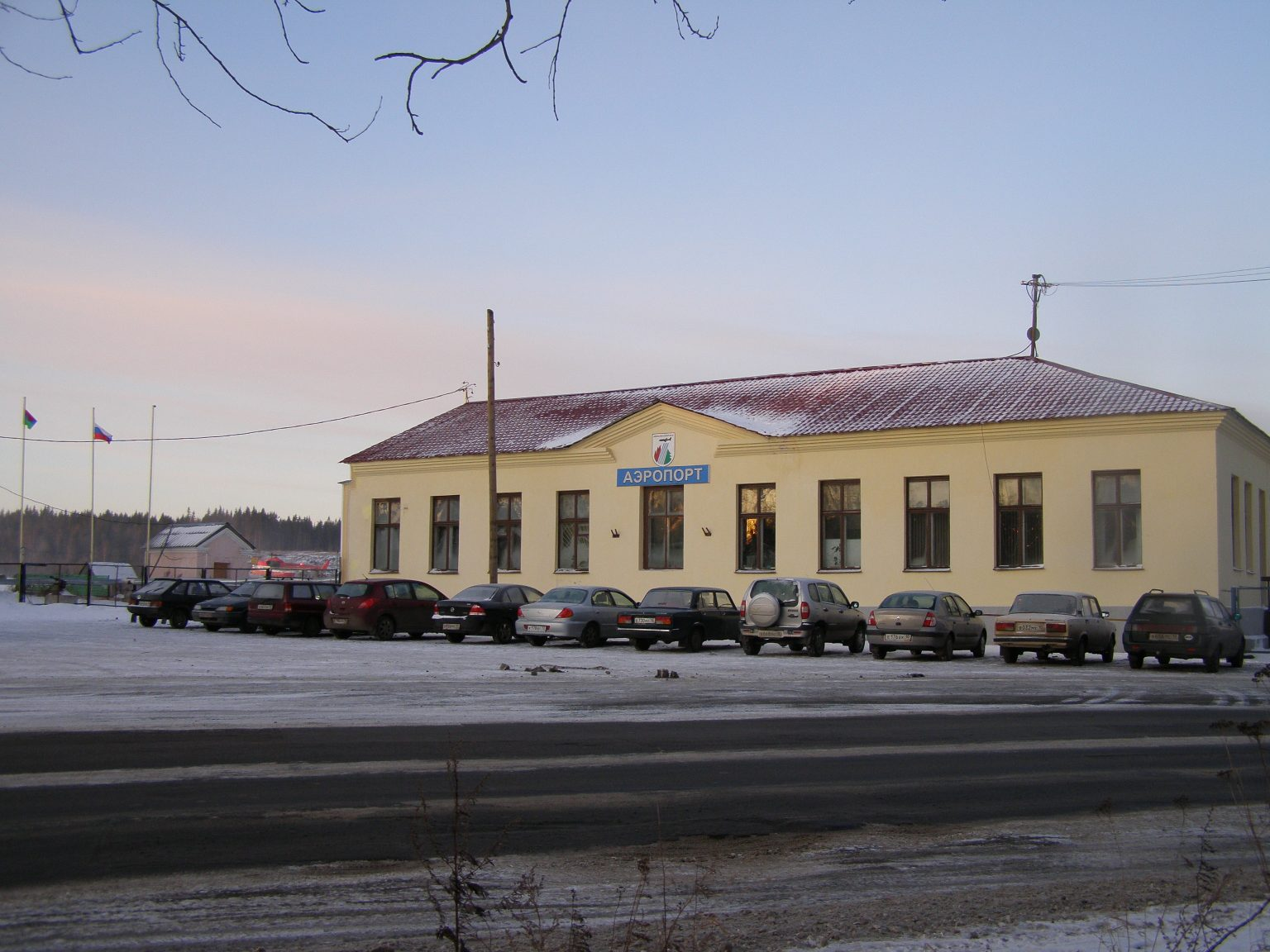
Бывшее здание аэровокзала. Аэропорт «Пески».

По состоянию на 2015 год большая часть посадочных площадок, существующих на территории Республики Карелия, не задействованы.
На территории Карелии действует авиаперевозчик государственное учреждение Республики Карелия «Северо-Западная база авиационной охраны лесов», базирующийся в аэропорту «Пески» (Петрозаводск), имеющий посадочные площадки Сортавала, Сегежа и Калевала, Кемь, Пудож.
Осуществляется пассажирское авиасообщение из аэропортов «Петрозаводск» самолётами с Москвой и Хельсинки, «Пески» — зимой вертолётами с Пудожем, Кижами и Сенной Губой, а также нерегулярное авиасообщение на Валаам из аэропорта Сортавала.
| Название                   | Принадлежность                                       | Тип                 | Статус                  | Принимаемые воздушные суда |
| -------------------------- | ---------------------------------------------------- | ------------------- | ----------------------- | --- |
| «Петрозаводск» («Бесовец») | Минобороны России (аэродром совместного базирования) | аэродром 1 класса   | международный аэропорт  | Ил-76, Ту-134, Як-42, Ил-18, Ан-74, Ан-12, Ан-24, Ан-26, Як-40, АТР-42, ЕМВ-120, СААВ-2000, Ил-114, Ан-28, вертолёты всех типов, Ту-154 (по разовым разрешениям) |
| «Пески»                    | гражданская авиация                                  | аэродром 4 класса   | местные воздушные линии | Ан-2, Ан-28 и самолёты 4 класса и классом ниже, Ми-8 и классом ниже                                                                                              |
| «Костомукша»               | гражданская авиация                                  | посадочная площадка | местные воздушные линии | Ан-2, Ан-28 и самолёты 4 класса и классом ниже, Ми-8 и классом ниже                                                                                              |
| «Кемь»                     | гражданская авиация                                  | посадочная площадка | местные воздушные линии | самолёты 4 класса и классом ниже, вертолёты всех типов |
| «Калевала»                 | гражданская авиация                                  | посадочная площадка | местные воздушные линии | самолёты 4 класса и классом ниже, вертолёты всех типов |
| «Пудож»                    | гражданская авиация                                  | посадочная площадка | местные воздушные линии | самолёты 4 класса и классом ниже, вертолёты всех типов |
| «Сортавала»                | гражданская авиация                                  | посадочная площадка | местные воздушные линии | самолёты 4 класса и классом ниже, вертолёты всех типов |
| «Кижи»                     | гражданская авиация                                  | посадочная площадка | местные воздушные линии | вертолёты Ми-8 и классом ниже |
| «Сегежа»                   | гражданская авиация                                  | посадочная площадка | местные воздушные линии | самолёты 4 класса и классом ниже, вертолёты всех типов |

## Трубопроводный транспорт
На территории Карелии действует магистральный газопровод Волхов-Петрозаводск-Кондопога

В связи с разработкой месторождений природного газа в Мурманской области планируется строительство газопровода из Мурманской области в Центральную Россию по территории Республики Карелия.